# Arrondissement Forcalquier
Das Arrondissement Forcalquier ist eine Verwaltungseinheit des Départements Alpes-de-Haute-Provence in der französischen Region Provence-Alpes-Côte d’Azur. Unterpräfektur ist Forcalquier.
Im Arrondissement liegen elf Wahlkreise (Kantone) und 97 Gemeinden.

## Wahlkreise
- Kanton Château-Arnoux-Saint-Auban (mit 3 von 8 Gemeinden)
- Kanton Forcalquier (mit 14 von 15 Gemeinden)
- Kanton Manosque-1
- Kanton Manosque-2
- Kanton Manosque-3
- Kanton Oraison (mit 2 von 3 Gemeinden)
- Kanton Reillanne
- Kanton Riez (mit 3 von 26 Gemeinden)
- Kanton Seyne (mit 20 von 34 Gemeinden)
- Kanton Sisteron
- Kanton Valensole (mit 9 von 10 Gemeinden)

## Gemeinden
Die Gemeinden des Arrondissements Forcalquier sind:
| 1. Allemagne-en-Provence (04004)        | 2. Aubenas-les-Alpes (04012)         | 3. Aubignosc (04013)               | 4. Authon (04016)                 |
| 5. Banon (04018)                        | 6. Bayons (04023)                    | 7. Bellaffaire (04026)             | 8. Bevons (04027)                 |
| 9. Brunet (04035)                       | 10. Céreste (04045)                  | 11. Châteaufort (04050)            | 12. Châteauneuf-Miravail (04051)  |
| 13. Châteauneuf-Val-Saint-Donat (04053) | 14. Clamensane (04057)               | 15. Claret (04058)                 | 16. Corbières-en-Provence (04063) |
| 17. Cruis (04065)                       | 18. Curbans (04066)                  | 19. Curel (04067)                  | 20. Dauphin (04068)               |
| 21. Entrepierres (04075)                | 22. Entrevennes (04077)              | 23. Esparron-de-Verdon (04081)     | 24. Faucon-du-Caire (04085)       |
| 25. Fontienne (04087)                   | 26. Forcalquier (04088)              | 27. Gigors (04093)                 | 28. Gréoux-les-Bains (04094)      |
| 29. L’Hospitalet (04095)                | 30. La Brillanne (04034)             | 31. La Motte-du-Caire (04134)      | 32. La Rochegiron (04169)         |
| 33. Lardiers (04101)                    | 34. Le Caire (04037)                 | 35. Le Castellet (04041)           | 36. Les Omergues (04140)          |
| 37. Limans (04104)                      | 38. Lurs (04106)                     | 39. Mane (04111)                   | 40. Manosque (04112)              |
| 41. Melve (04118)                       | 42. Mison (04123)                    | 43. Montagnac-Montpezat (04124)    | 44. Montfort (04127)              |
| 45. Montfuron (04128)                   | 46. Montjustin (04129)               | 47. Montlaux (04130)               | 48. Montsalier (04132)            |
| 49. Nibles (04137)                      | 50. Niozelles (04138)                | 51. Noyers-sur-Jabron (04139)      | 52. Ongles (04141)                |
| 53. Oppedette (04142)                   | 54. Oraison (04143)                  | 55. Peipin (04145)                 | 56. Piégut (04150)                |
| 57. Pierrerue (04151)                   | 58. Pierrevert (04152)               | 59. Puimichel (04156)              | 60. Puimoisson (04157)            |
| 61. Quinson (04158)                     | 62. Redortiers (04159)               | 63. Reillanne (04160)              | 64. Revest-des-Brousses (04162)   |
| 65. Revest-du-Bion (04163)              | 66. Revest-Saint-Martin (04164)      | 67. Riez (04166)                   | 68. Roumoules (04172)             |
| 69. Sainte-Croix-à-Lauze (04175)        | 70. Saint-Étienne-les-Orgues (04178) | 71. Sainte-Tulle (04197)           | 72. Saint-Geniez (04179)          |
| 73. Saint-Laurent-du-Verdon (04186)     | 74. Saint-Maime (04188)              | 75. Saint-Martin-de-Brômes (04189) | 76. Saint-Martin-les-Eaux (04190) |
| 77. Saint-Michel-l’Observatoire (04192) | 78. Saint-Vincent-sur-Jabron (04199) | 79. Salignac (04200)               | 80. Saumane (04201)               |
| 81. Sigonce (04206)                     | 82. Sigoyer (04207)                  | 83. Simiane-la-Rotonde (04208)     | 84. Sisteron (04209)              |
| 85. Sourribes (04211)                   | 86. Thèze (04216)                    | 87. Turriers (04222)               | 88. Vachères (04227)              |
| 89. Valavoire (04228)                   | 90. Valbelle (04229)                 | 91. Valensole (04230)              | 92. Valernes (04231)              |
| 93. Vaumeilh (04233)                    | 94. Venterol (04234)                 | 95. Villemus (04241)               | 96. Villeneuve (04242)            |
| 97. Volx (04245)                        |                                      |                                    |                                   |

## Neuordnung der Arrondissements 2017

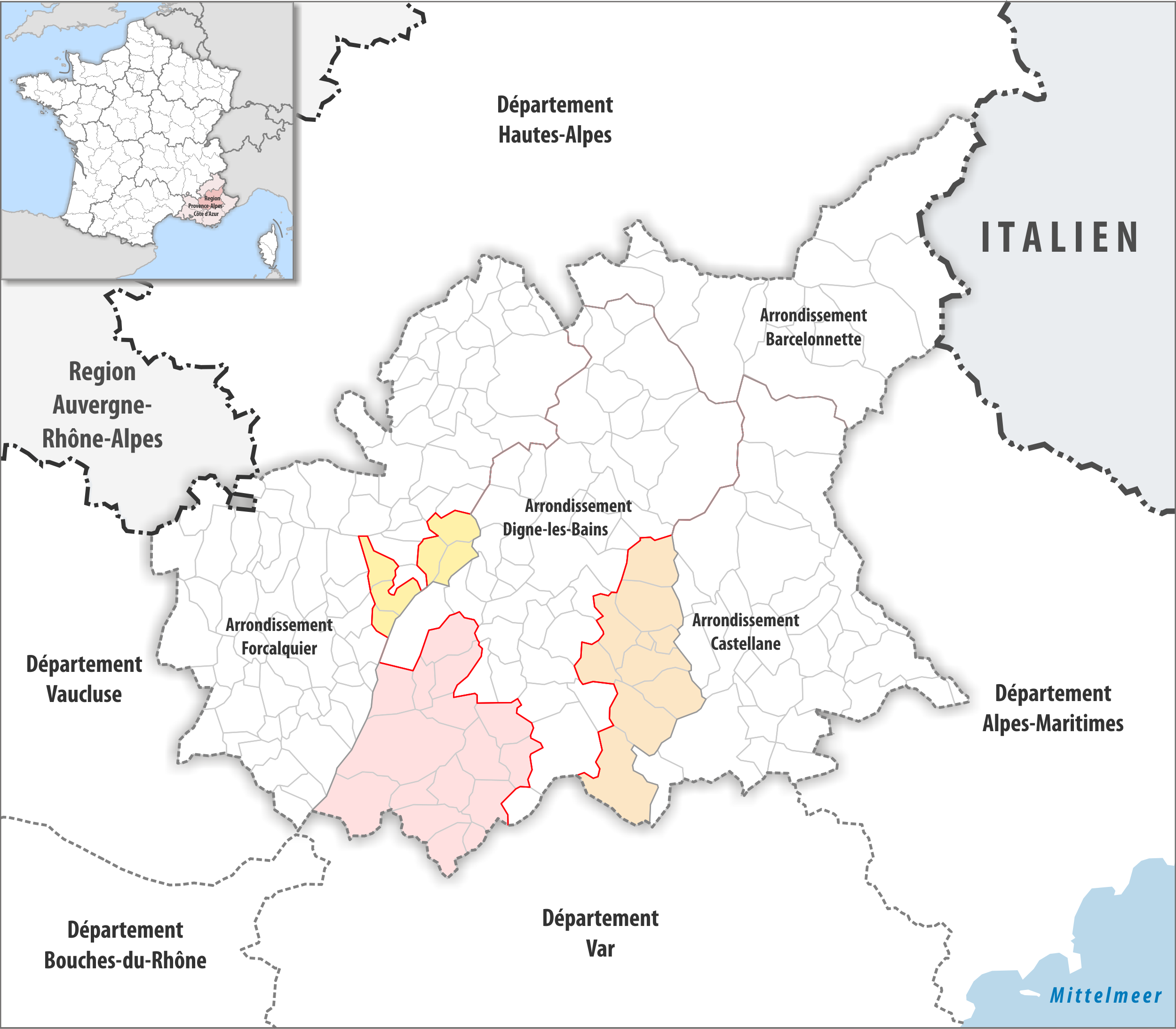
Arrondissementsanpassungen im Jahr 2017

Durch die Neuordnung der Arrondissements im Jahr 2017 wurde aus dem Arrondissement Digne-les-Bains die Fläche der 16 Gemeinden Allemagne-en-Provence, Brunet, Entrevennes, Esparron-de-Verdon, Gréoux-les-Bains, Le Castellet, Montagnac-Montpezat, Oraison, Puimichel, Puimoisson, Quinson, Riez, Roumoules, Saint-Laurent-du-Verdon, Saint-Martin-de-Brômes und Valensole dem Arrondissement Forcalquier zugewiesen.
Dafür wechselte die Fläche der sechs Gemeinden Château-Arnoux-Saint-Auban, Ganagobie, L’Escale, Mallefougasse-Augès, Peyruis und Volonne vom Arrondissement Forcalquier zum Arrondissement Digne-les-Bains.